# Оберндейл (Флорида)
Оберндейл (англ. Auburndale) — місто (англ. city) в США, в окрузі Полк штату Флорида. Населення — 15 616 осіб (2020).

## Географія
Оберндейл розташований за координатами 28°6′4″ пн. ш. 81°47′37″ зх. д. / 28.10111° пн. ш. 81.79361° зх. д. (28.100985, -81.793718).  За даними Бюро перепису населення США в 2010 році місто мало площу 52,83 км², з яких 34,93 км² — суходіл та 17,90 км² — водойми.

## Демографія
Згідно з переписом 2010 року, у місті мешкало 13 507 осіб у 4933 домогосподарствах у складі 3634 родин. Густота населення становила 256 осіб/км².  Було 5670 помешкань (107/км²).
Расовий склад населення:
| - 80,0 % — білих - 12,8 % — чорних або афроамериканців - 1,2 % — азіатів - 0,4 % — корінних американців - 3,5 % — осіб інших рас |

До двох чи більше рас належало 2,2 %. Частка іспаномовних становила 13,1 % від усіх жителів.
За віковим діапазоном населення розподілялося таким чином: 25,5 % — особи молодші 18 років, 60,6 % — особи у віці 18—64 років, 13,9 % — особи у віці 65 років та старші. Медіана віку мешканця становила 37,9 року. На 100 осіб жіночої статі у місті припадало 93,5 чоловіків;  на 100 жінок у віці від 18 років та старших — 90,8 чоловіків також старших 18 років.
Середній дохід на одне домашнє господарство  становив 54 375 доларів США (медіана — 41 827), а середній дохід на одну сім'ю — 60 512 долари (медіана — 49 669). Медіана доходів становила 40 426 доларів для чоловіків та 32 635 доларів для жінок. За межею бідності перебувало 17,6 % осіб, у тому числі 24,3 % дітей у віці до 18 років та 11,0 % осіб у віці 65 років та старших.
Цивільне працевлаштоване населення становило 5838 осіб. Основні галузі зайнятості: освіта, охорона здоров'я та соціальна допомога — 22,0 %, роздрібна торгівля — 14,9 %, мистецтво, розваги та відпочинок — 11,7 %, будівництво — 10,9 %.

## Відомі особистості
В поселенні народилась:
- Морган Ортагус (* 1982) — американська держслужбовиця, підприємиця, речниця Держдепартаменту США.